# Велики народни типар
Велики народни Типар: шаљиво-стоки илустровани народни листић за узданицу Србинову је сатирични часопис који је излазио од 1893. до 1895. године.

## Историјат
Велики народни Типар је почео да излази 20. октобра 1893. године у Београду. Бројеви који су изашли прве године изашли су под девизом Све за народ. Лист је излазио до 1895. године. У току 1893. и 1894. године изашло је 9 бројева, док је 1895. изашло 7 бројева. Неколико бројева Великог народног типра је сачувано и налазе се у Музеју хумора и сатире у Пљевљима. 
Лист Велики народни ипар издавали су пљеваљски ђаци који су се школовали у Београду. Главни сарадници и уредници били су Стеван Самарџић и браћа Ристо и Танасије Пејатовић који су карикирали познате личности из Србије (краља, чланове владе, професоре и друге који су били знатни типови), а међу првима је о листу писао историчар Љубомир Дурковић-Јакшић. 
Крајем 19. века штампа из Србије није стизала у Црну Гору, па ни у Пљевља, те преко листа Велики народни типар пљеваљски ђаци су обавештавали суграђане о свему што се догађало у Београду и Србији, као на пример, о променама владе краља Александра Обреновића и сличним збивањима. Како је лист крпио све што заслужује да буде крпљено лист је био илегалан те су уредници саветовали својим читаоцима да чувају тајне листа. Тако су читаоци после употребе склањали бројеве Великог народног типра како тајне листа не би пале у руке непријатеља.
Типар је писан мастиломм илустрације су рађене црном оловком или у боји. Пагинација је текла континуирано за цело годиште. 

### Промена наслова
Прве две године је носио наслов Велики народни Типар: шаљиво-стоки илустровани народни листић за узданицу Србинову. У броју 7 за 1984. годину мења наслов у Велики илустровани народни лист Типар: шаљиво-стоки илустровани народни листић за узданицу Србинову. У наредним бројевима изостаје реч народни. Почетком треће године лист носи само наслов Типар: Лист за шалу и забаву. Орган целокупног типарства.

#### Значење речи Типар
Типар је означавао главну реч у наслову. Тиме се наглашавало да се говори о разним типовима српског друштва.

### Одговорни уредник и главни сарадник
Одговорни уредник се потписивао као Др Кас, а то је био Танасије Пејатовић. Главни сарадник је Др Мум, односно Ристо Пејатовић. Помињу се још неки сарадници као Др Пуц и Др Кил. Др Кас се помиње и као главни илустратор.

### Периодичност
Типар излази кад му се свиди. A неки пут је писало да излази сваког месеца 1 пут, а и 2 пут и 3 пут или 4 пут, али ће ретко то да му се свиди.

### Тематика
Главни предмет њихове критике је представљала Управа Српске православне црквено-школске општине у Пљевљима.
- Оригинални текстови
- Прештампани текстови
- Шаљиве песме
- Ребуси
- Писма читаоцима
- Огласи

### Рубрике
Лист је имао сталне и повремене рубрике.
- Подлистак
- Песмице за допуњавање
- Мрвице из Типареве торбице
- Пилулице
- Типарева пошта
- Из народа
- Из дечјег живота

### Сарадници
Сарадници су имали живописна имена, тако да се не може тачно рећи данас о коме се ради. Потписивани су као псеудоними или у шифрама.
- Гега Тане
- Миле Кешта
- Милинко Прцо
- Васо Јовашевић Тотрљака
- Крејо Воденичар
- Иван Србенда Српски Тић

### Место издавања
Београд, 20. октобар 1893 - 1895.

## Фототипско издање
Године 2007. је изашло фототипско издање на основу сачуваних бројева. Фототипско издање је настало захваљујући приватној архиви сачуваних бројева потомака породице Танасија и Риста Пејатовића. На једној страни се налази оригинал рукописа, а на другој је транскрибовано издање.

## Галерија
- Велики народни Типар, број 4 из 1893.
- Велики народни Типар, број 9 из 1894.
- Велики народни Типар, број 1 из 1895.
- Велики народни Типар, број 6-7 из 1895.